# Verwaltungsgemeinschaft Ilsenburg (Harz)

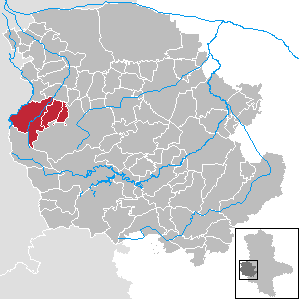
Lage der ehemaligen Verwaltungsgemeinschaft Ilsenburg (Harz) im Landkreis Harz

In der Verwaltungsgemeinschaft Ilsenburg (Harz) (bis 31. Januar 2007: Verwaltungsgemeinschaft Ilsenburg) mit Sitz in der Stadt Ilsenburg (Harz) im Landkreis Harz in Sachsen-Anhalt waren drei Gemeinden zur Erledigung ihrer Verwaltungsgeschäfte zusammengeschlossen.
Die Verwaltungsgemeinschaft wurde gleichzeitig mit der Eingemeindung von Darlingerode und Drübeck nach Ilsenburg (Harz) am 1. Juli 2009 aufgelöst. Auf 63,1 km² Fläche lebten 10.000 Einwohner. Letzter Leiter der Verwaltungsgemeinschaft war Wilfried Obermüller.

## Die Gemeinden
- Darlingerode
- Drübeck
- Stadt Ilsenburg (Harz)

Koordinaten: 51° 52′ 0″ N, 10° 41′ 0″ O